# Bohemienne - La figlia del vento
Bohemienne - La figlia del vento è il primo album in studio della rapper italiana Marya, pubblicato nel 2000.
Al disco hanno collaborato artisti della scena hip hop di Varese, come Maxi B, Vez, Vigor, Esa e Yoshi, Kaso e Davo, nonché il rapper e produttore belga Rival Capone.

## Tracce
1. Primo (Vez e Vigor)
2. All'italiana (Keso La Taupe)
3. Tracce di te (Lato)
4. Fino a ieri (feat. Nesli) (Lato)
5. Chi ti dà??? – 3:51 (Vez e Vigor)
6. Generazioni di fenomeni (feat. Yoshi, Esa) (Esa)
7. Dans Les Affaires Freres (feat. Rival Capone) (Rival Capone)
8. Marya Secret (Esa)
9. Douleur (feat. Defi J) (Vez e Vigor)
10. Il colpo di troppo (feat. Fabri Fibra) – 3:44 (Vez e Vigor)
11. Figli del vento (Streetforce) – DJ skit
12. Vittime di donne (Keso La Taupe)
13. A che brindi?! (feat. Fabri Fibra) (Vez e Vigor)
14. Rivolta Souterrain (Rival Capone)
15. Varese Connection (feat. Davo, Kaso, Polare) (Vez e Vigor)
16. Equivoci (Vez e Vigor)
17. Lo spessore è il nostro fine (feat. Esa, Maxi B) (Esa)
18. Ultimo (Vez e Vigor)